# 孫同川
孫同川（1940年—），男，河南舞阳人，中华人民共和国政治人物。中共第十二、十三、十四届中央候補委員，第八屆全國人大代表。

## 生平
1963年畢業於西北工業大學飛機製造專業。1970年加入中國共產黨。歷任四川省儀表五廠黨支部書記，儀表六廠黨總支書記，儀表三廠黨總支書記、廠長，儀表總廠副廠長、廠長，中共重慶市委常委、重慶市副市長，中共重慶市委副書記、重慶市市長（1988年8月－1993年4月），中共四川省委常委。1993年至1995年任中共重慶市委書記。